# BlackBerry 10
BlackBerry 10 est un système d'exploitation mobile propriétaire pour la gamme de smartphones BlackBerry, tous deux développés par BlackBerry Limited (anciennement Research In Motion). BlackBerry 10 est basé sur QNX, un système d'exploitation de type Unix qui a été développé à l'origine par QNX Software Systems jusqu'à ce que la société soit rachetée par BlackBerry en avril 2010.

## Aperçu
Il prend en charge le cadre d'application Qt (version 4.8) et, dans certains modèles ultérieurs, il dispose d'un moteur d'exécution Android pour exécuter des applications Android. Avant la version 10.3.1, BlackBerry 10 prenait également en charge le moteur d'exécution Adobe AIR. L'interface utilisateur utilise une combinaison de gestes et d'interactions tactiles pour la navigation et le contrôle, ce qui permet de contrôler un appareil sans avoir à appuyer sur aucun bouton physique, à l'exception du bouton d'alimentation qui allume ou éteint l'appareil. Il prend également en charge les claviers matériels, y compris ceux qui prennent en charge la saisie tactile.
Le 26 octobre 2015, BlackBerry a annoncé qu'il n'était pas prévu de publier de nouvelles API et de nouveaux kits de développement logiciel (SDK), ni d'adopter la version 5 de Qt. Les futures mises à jour, comme les versions 10.3.3 et 10.3.4, se concentreraient uniquement sur les améliorations en matière de sécurité et de confidentialité,. Le BlackBerry Leap (en) est le dernier smartphone de BlackBerry à exécuter le système d'exploitation BlackBerry 10.
En 2016, BlackBerry Limited a cessé de fabriquer des smartphones et a accordé une licence à TCL Communication pour les fabriquer sous le nom de BlackBerry Mobile (en). Les smartphones de BlackBerry Mobile ont abandonné BlackBerry 10 au profit du système d'exploitation Android, en commençant par son BlackBerry KeyOne (en) de 2017. Le premier téléphone BlackBerry à être livré avec Android, cependant, était le Priv de BlackBerry Limited.
Le 15 décembre 2017, BlackBerry a annoncé qu'il y aurait au moins deux autres années de support pour BlackBerry 10 et les appareils BlackBerry OS ; cependant, en août 2019, BlackBerry a déclaré dans un communiqué de presse qu'ils continueraient à soutenir « l'infrastructure critique » pour BlackBerry 10 au-delà de la fin de l'année.
BlackBerry Limited a annoncé que le système d'exploitation deviendra effectivement en fin de vie à partir du 4 janvier 2022. 